# Година потопа
Година потопа је роман канадске списатељице Маргарет Атвуд. Роман је издат 2009. године у Канади и САД а у Србији је преведен 2013. године. 
Роман је помињан у бројним новинским прегледним чланцима који су се радовали запаженој фикцији из 2009. године.
Књига се фокусира на верску секту звану Божји баштовани, малу заједницу преживелих од исте биолошке катастрофе приказане у њеном ранијем роману Антилопа и косац. Ранији роман је садржао неколико кратких референци на групу. Роман је испричан кроз перспективу протагониста Рена и Тобија, а главни ликови тог романа, укључујући Џимија и Крејка, имају мање улоге. Атвуд наставља да истражује ефекте науке и технологије који су изазвали овај напаћени свет, фокусирајући се на тему религије кроз религиозни покрет Божјих баштована који је фокусиран на животну средину.
Она одговара на нека од питања у роману Антилопа и косац, развија и даље разрађује неколико ликова из прве књиге и открива идентитет три људске фигуре које се појављују на крају претходне књиге. Ово је друга њена трилогија, а последња књига је Луди Адам. Мада, Атвуд их види као 'симултане' са три романа који се одвијају у исто време, а не у низу. 

## Радња романа
Година потопа детаљно описује догађаје романа Антилопа и косац из перспективе нижих класа у плебејцима, посебно Божјих баштована који живе у комуни у врту на крову Еденклифа. Божји баштовани су религиозна секта која комбинује неке библијске праксе и веровања са неким научним праксама и веровањима. Они су вегетаријанци посвећени поштовању и очувању целог биљног и животињског света, и предвиђају катастрофу која ће окончати људске врсте, коју називају „Поплава без воде“. Ово предвиђање постаје истинито у извесном смислу, јер вирусна пандемија уништава људску цивилизацију. Божји баштовани имају свој скуп светаца, који су сви поштовани због свог еколошког активизма, као што су Света Дајан Фоси и Света Рејчел Карсон.
Радња прати два лика, Тоби и Рена, чије се приче преплићу једна са другом и, понегде, са главним ликовима из претходног романа. Већи део приче је испричан кроз флешбекове са два главна лика који су одвојено преживели апокалипсу описану у претходном роману, сваки се присећа свог времена у верском покрету Божији баштовани и догађаја који су довели до њихове тренутне ситуације. Атвуд користи нарацију у трећем лицу за Тобине рачуне и нарацију у првом лицу за Ренине.
Тоби је млада жена која је изгубила родитеље под трагичним околностима које могу, али не морају бити последица корпорација, и принуђена је да живи ван заједнице у сумњивом ресторану за месне хамбургере радећи као конобарица у брзој храни. Убрзо наилази на нежељену пажњу Бланка, психопатског менаџера ланца који има репутацију да сексуално напада и убија жене у свом послу. Тоби успева да побегне када група Божјих баштована стигне у ресторан и њена бивша колегиница Ребека је моли да им се придружи. Она их прати до врта на крову.
На вођу Божјих баштована, Адама Један, гледају као на харизматичног светог човека, али га странци доживљавају као на вођу култа. Роман је испуњен проповедима и химнама које Адам Један даје верској секти. Иако је скептична, јер јој је тешко да следи теологију и верске традиције, Тоби постаје утицајан члан баштована. Она се чак уздиже до званичног положаја Еве. У оквиру секте Тоби се сусреће са Реном, децом члана баштована.
Рен се придружила Божјим баштованима, када је њена мајка Луцерн напустила свог мужа научника, након што се заљубила у Зеба, члана секте. Рен одраста у религиозној секти, спријатељивши се са Амандом, све док Луцерн не одлучи да се врати у Компаундс. Рен иде у школу, где упознаје Џимија (Снежак) и Глена (Крејк), који је посебно заинтересован за Божије баштоване. Касније, Рен се уписује на курсеве плесне калистенике на Академији Марта Грејем, све док Луцерн није у стању да плати и она одустаје. На крају, Рен постаје сексуална радница и плесачица на трапезу у секс клубу. Овде, Рен је случајно закључана у јединици за био-садржај у клубу под називом Лепљива зона када дође до пандемије. Аманда спашава Рен из клуба.
Бланко је у стању да открије где је Тоби и изврши препад на баштоване. Тоби је у стању да побегне, преселивши се у АнооИоо бању. У страху, мења свој спољашњи изглед кроз естетску хирургију да би се сакрила од Бланка. Тоби се барикадира у луксузној бањи, док се куга шири, користећи вештине тражења хране које је научила код Божјих баштована да би преживела.
Бланко учествује у телевизијској игри Пејнбола, где тимови криминалаца покушавају да се убију у опкољеној арени. Бланко и три пратиоца беже из Пејнбол шуме да би пронашли Тобија у бањи. Они хватају и муче Рен и Аманду. Тоби успева да упуца једног од криминалаца и ослободи Рен, али остали побегну са Амандом. И Тоби и Рен се окупљају у потрази за Амандом. Тоби трује Бланка и уз помоћ Џимија успевају да онеспособе двојицу криминалаца. Роман се завршава, слично крају романа Антилопа и косац, са преосталим преживелима који сведоче о непознатом групном приступу, носећи бакље и пуштајући музику.

## Ликови

### Главни ликови
- Рен, плесачица на трапезу и проститутка која ради у јавној кући/секс клубу Крљушти и репови, која преживљава кугу тако што је изолована у клупској комори за задржавање биолошке опасности. Одрасла је са Божјим баштованима и спасава је њена пријатељица из детињства Аманда. Раније је излазила и заљубила се у Џимија (Снежак) у школи.
- Тоби, божји баштован који се крије, бежећи од опасног прогонитеља радећи у бањи, у коју се закључава да би преживела кугу.
- Бланко, позната као 'Блоат', је менаџер брзе хране у којој Тоби ради, где покушава да је натера у сексуално ропство. Учествује у Пејнболу, као осуђени злочинац, преживљавајући кугу боравећи у затвореној арени. Након тога покушава да се освети Тоби, тражећи је и отимајући је.[4]
- Адам Један, оснивач и вођа Божјих баштована, држи проповеди кроз роман и упозорава на 'безводну поплаву'. Током читавог времена, он исповеда теолошке праксе и веровања верске секте, посебно у песмама из „Усмене химне Божијих баштована“.[5]

### Споредни ликови
- Луцерн, мајка Рен. Она напушта свог мужа, научника, да би се придружила секти и прати свог љубавника Зеба.
- Аманда, најбоља пријатељица Рен. Помаже јој да побегне из секс-клуба и ухвати је група криминалаца, укључујући Бланка.
- Зеб, љубавник Луцерн. Он је најмање посвећен веровању Божјих баштована, па постаје део групе Луди Адам са другим пребегима као што су Крозије и Шеклтон.
- Крејк (Глен), Рен пријатељ у средњој школи у комплексу ХелтВизер. Он је Пиларов пријатељ, остаје у контакту са Божјим баштованима. Повезан је са верском сектом и има много знања о њој. Док је радио у секс клубу, Рен га поново среће. Божји баштовани инспиришу Крекере, људе које Крејк прави, а његова куга директно подсећа на 'безводну поплаву'.[3]
- Џими (ака Снежак), Ренин љубавник, док су били у школи.
- Орикс, Крејк (Глен) и Џими (звани Снешко), главни ликови Етвудове прве књиге у роману Антилопа и косац, појављују се у мањим улогама током књиге, а протагонисти Рен и Тоби нису свесне да су ти ликови одговорни за пандемију. Док је прва књига у серијалу, Орикс и Крејк, испричана из перспективе Џимија/Снешка, Година Потопа је испричана из угла две жене, Рен и Тоби.[6]

### Божји баштовани
- Пилар, Ева Сик („Гљива“) – Инструктор: Пчеле и микологија (Печурке)
- Нуала, Ева девет („Мокра вештица“) – кројачица; Инструктор: Мала деца, Рециклажа тканина, Хор, пупољци и цветови
- Ребека, Ева једанаест („Со и бибер“) – кувар; Инструктор: Кулинарска уметност
- Адам Један – харизматични вођа култа
- Зеб, Адам седам („Луди Адам“) – Инструктор: Урбано ограничење крвопролића, Односи предатор-плен, камуфлажа животиња
- Барт, Адам тринаест („Квака“) – Бернисов отац; Венин муж; задужена за баштенско поврће; Инструктор: Баштованство
- Бернис - Винина и Бартова ћерка
- Шеклтон (Шеки) – (најстарији брат) – назван по истраживачу Ернесту Шеклтону
- Крозијер (Крозе) - (средњи брат) - назван по истраживачу Францису Крозијеру
- Оутс – (најмлађи брат) – назван по истраживачу Лоренсу Оутсу. Убио га је Бланко, током игре Пејнбол на крају романа.[2]
- Луцерн - Ренина мајка
- Катуро („Кључ“) – Одржавање водоводних система; Инструктор: Хитна медицинска помоћ
- Филон („Магла“) – Шеклтонов, Крозијеров и Отсов заменик отац; Инструктор: Медитација
- Суриа – Инструктор: Шивење
- Муги („Мишић”) – Инструктор: Ментална аритметика
- Марушка бабица („слузница“) – Инструктор: људски репродуктивни систем, бивши гинеколог
- Стјуарт („шраф“) – произвођач намештаја
- Вина - Бернисина мајка; Бартова жена
- Аманда – Плебејац коју је Рен довела кући да живи са њом; Ренина најбоља пријатељица

## Теме

### Технологија
У овом хиперкапиталистичком друштву, научници раде за и одговарају глобалним корпорацијама, стварајући производе од којих грађани постају зависни. Свака етичка брига или морална пракса се занемарују, само узимајући у обзир потенцијалне профите потрошача. Конзумеризам замењује све идеалистичке принципе. Напредак технологије само је додатно проширио капиталистички оквир и материјалистичке ставове унутар класне хијерархије. Управо развијене козметичке процедуре омогућавају Тоби да потпуно промени свој изглед, како би се сакрила од свог прогонитеља Бланка. 
На овај начин, природа се посматра само као средство за експлоатацију и профит. Сходно томе, цео екосистем је оштећен, а многе животињске врсте брзо изумиру. Уместо да покушавају да смање њихов утицај на животну средину, научници само настављају да експериментишу на овим животињама. Они настављају да покушавају да споје животиње, стварајући нову животињу кроз ову мешавину природних животиња, као што је 'Лиобам' (мешавина лава и овце). Многе од ових нових животиња се формирају и користе за своје нуспроизводе, укључујући комбинацију козе и паука за добијање свилених панцира и 'перика, па су шарене овце коришћене за прављење бољих, природних перика. Науци недостаје било каква суздржаност у потрази за новим производима.

### Религија
Користећи примарну религиозну секту Божјих баштована, Атвуд представља религиозни покрет фокусиран на животну средину. Адам Један, верски вођа, води Божје баштоване у пацифистичком и зеленијем стилу живота. Роман је препун његових проповеди и химни, где верска секта поштује активисте за заштиту животне средине у свом календару посебних светаца, као што су Свети Јуел Гибонс, Свети Џејмс Лавлок и Света Џејн Џејкобс, између осталих. Као резултат тога, баштовани не једу месо и ужаснути су месождерским начином живота. 

## Трилогија
Година потопа је други роман у трилогији Луди Адам, после Антилопе и косца, а пре Лудог Адама. У овом роману, средином трилогије, Атвуд нам даје више детаља о Крејковом детињству, истичући његову везу са Божјим баштованима који су инспирисали његову кугу, и концепцију групе. Година Потопа користи алтернативне перспективе од оне Снежака у претходном роману, иако лик има споредну улогу. Атвуд објашњава ко су људи које је Снежак видео на крају Антилопе и косца, а то су Тоби, Рен, Аманда и криминалци. На крају овог романа ови преживели, слично крају претходног романа, слушају и виде групу људи у пролазу како им долазе, питајући се ко би они могли бити.

## Критика
Роман је углавном био добро прихваћен; рецензенти су приметили да, иако је радња понекад била хаотична, несавршености романа су се добро уклапале са мањкавом стварношћу коју је књига покушавала да одрази. The Daily Telegraph је коментарисао да је „Маргарет Атвуд заиста инвентивна, а не само паметна“.
Године 2010. роман је уврштен на дугу листу као кандидат за Међународну књижевну награду у Даблину 2011. и у ужи избор за награду Trillium Book Award 2010. године.